# Nico Balek
Nico Balek (* 10. Oktober 1992) ist ein österreichischer Grasskiläufer. Er gehört dem Grasski-Juniorenkader des Österreichischen Skiverbandes an und startet seit 2007 im Weltcup.

## Karriere
Nico Balek fuhr seine ersten FIS-Rennen Anfang Juni 2007. Am 22. Juli desselben Jahres gab er im Riesenslalom von Marbachegg sein Debüt im Weltcup und am folgenden Tag holte er mit Rang 26 im Super-G seine ersten Weltcuppunkte. Bei der Juniorenweltmeisterschaft 2007 kam er auf Platz 14 in der Super-Kombination und Rang 15 im Riesenslalom. Weitere Weltcuppunkte gewann er mit Rang 17 im ersten Slalom von Sattel, womit er in der Saison 2007 Platz 38 im Gesamtweltcup belegte. In der Saison 2008 konnte Balek keine Weltcuppunkte erzielen, dafür kam er im Riesenslalom von Castione della Presolana am 12. Juli erstmals unter die besten zehn in einem FIS-Rennen. Bei der Junioren-WM 2008 erzielte er ähnliche Resultate wie im Vorjahr: Rang 13 im Super-G und Rang 14 im Riesenslalom. In der Saison 2009 konnte Balek wieder zweimal in Weltcuprennen punkten. In Wilhelmsburg belegte er Rang 24 in der Super-Kombination und in Čenkovice Rang 22 im zweiten Slalom. Damit kam er in der Gesamtwertung auf Platz 32. Bei der Juniorenweltmeisterschaft 2009 in Horní Lhota fuhr er in allen vier Bewerben unter die besten zehn, ein Jahr später bei der Juniorenweltmeisterschaft 2010 in Dizin gelang ihm das in zwei Wettbewerben.
Sein bisher bestes Weltcupergebnis erreichte Balek am 22. August 2010 mit Platz zwölf im Slalom von Faistenau. Danach nahm er in der Saison 2010 aber an keinen Wettkämpfen mehr teil, weshalb er im Gesamtweltcup auf Rang 47 zurückfiel. In der Saison 2011 war ein 15. Platz im Super-G von Marbachegg sein einziges Weltcupresultat. Bei der Juniorenweltmeisterschaft 2011 in Goldingen erzielte er mit Platz sieben im Riesenslalom und Rang zehn im Super-G ähnliche Ergebnisse wie in den Vorjahren. Im Slalom und damit auch in der Kombination fiel er aus. Erstmals nahm er in diesem Jahr auch an einer Weltmeisterschaft in der Allgemeinen Klasse teil, die zeitgleich mit der Junioren-WM stattfand. Dort startete er im Super-G und in der Super-Kombination und erzielte in der Super-Kombination mit Rang 13 eine Platzierung im Mittelfeld, während er im Super-G ausfiel. In der Saison 2012 nahm Balek an keinen Wettkämpfen teil.

## Erfolge

### Weltmeisterschaften
- Goldingen 2011: 13. Super-Kombination

### Juniorenweltmeisterschaften
- Welschnofen 2007: 14. Super-Kombination, 15. Riesenslalom
- Rieden 2008: 13. Super-G, 14. Riesenslalom
- Horní Lhota 2009: 7. Riesenslalom, 7. Super-Kombination, 9. Super-G, 10. Slalom
- Dizin 2010: 7. Riesenslalom, 10. Super-Kombination, 12. Super-G
- Goldingen 2011: 7. Riesenslalom, 10. Super-G

### Weltcup
- Zwei Platzierungen unter den besten 15